# Aagaard Islands
Die Aagaard Islands (auch Bjarne Aagaard Islands und Ågård Islands) sind eine Gruppe von mehr als zehn kleinen Inseln vor der Küste des ostantarktischen Enderbylands. Sie liegen etwa 1 bis 3 km westlich von Proclamation Island.
Die Inseln sind ein natürlicher Halt für das Treibeis, das von der Strömung entlang der Küste getrieben wird und von der nördlichen Dünung gegen das Ufer gedrückt wird. Ein Bericht des United States Hydrographic Office aus dem Jahr 1943 berichtet über zahlreiche Pinguin-Kolonien an den Hängen der Inseln und einen reichen Robbenbestand. In einem Bericht des Forschers J. Cooper aus dem Jahr 1985 wird jedoch erwähnt, dass er bei einem Hubschrauber-Flug über die Inseln keine Anzeichen von Pinguin-Kolonien auf den Inseln entdecken konnte.
Die Aagaard Islands wurden am 13. Januar 1930 von der British Australian and New Zealand Antarctic Research Expedition unter Sir Douglas Mawson entdeckt, der sie nach dem norwegischen Antarktis-Historiker Bjarne Aagaard (1873–1956) benannte.